# Daniel Lopar
Daniel Lopar (Kreuzlingen, 19 april 1985) is een Zwitsers voetbaldoelman die sinds 2006 voor de Zwitserse eersteklasser FC St. Gallen uitkomt. Voordien speelde hij onder meer voor FC Wil.

## Erelijst
FC Wil
- Zwitserse voetbalbeker

2004
1 Ati Zigi ·
3 Nuhu ·
4 Stanić ·
5 Ambrosius ·
7 Witzig ·
8 Quintillà ·
9 Geubbels ·
10 Akolo ·
11 Cissé ·
13 Karlen ·
14 Yannick ·
15 Diaby ·
16 Görtler  ·
18 Mambimbi ·
19 Daschner ·
20 Vallçi ·
22 Faber ·
23 Fazliji ·
24 Toma ·
25 Watkowiak ·
28 Vandermersch ·
33 Nsame ·
35 Dumrath ·
36 Okoroji ·
47 Owusu ·
63 Konietzke ·
64 Stevanović ·
70 Probst ·
77 Csoboth ·
Coach: Maaßen